# Saint-Michel-de-Llotes
Saint-Michel-de-Llotes è un comune francese di 300 abitanti situato nel dipartimento dei Pirenei Orientali nella regione dell'Occitania.

## Società

### Evoluzione demografica
Abitanti censiti